# 林燕芬
林燕芬（1971年1月4日—），广东广州人，中国女子羽毛球运动员，曾奪得1992年夏季奥林匹克运动会羽毛球比赛女子雙打銅牌，1995年退役，曾任广州羽管中心主任、广州市羽毛球协会副主席兼秘书长 ，現任广州体育局副局长。

## 簡歷
1992年，林燕芬夥拍姚芬參加1992年夏季奥林匹克运动会羽毛球比赛女子雙打比賽，獲得铜牌。此外，她亦是國家隊團體賽的主力成員，曾出戰1992年優霸盃和1993年蘇迪曼盃。
林燕芬於1995年退役，此後进入暨南大学修读新闻，毕业后回到广州市体育局，擔任广州羽管中心主任，曾協助广州成功申办苏迪曼杯賽事。
2022年12月24日，广东省纪委监委发布《广东省第十六届运动会男子足球乙A（U15）组决赛假球事件问责情况通报》，广州市体育局党组副书记、副局长林燕芬因“2022年8月7日下午，广东省第十六届运动会男子足球乙A（U15）组决赛发生假球事件”被给予党内严重警告、政务记大过处分。